# Alister Hardy
Alister Clavering Hardy, FRS (Nottinghamshire, 10 de fevereiro de 1896 - Oxfordshire, 22 de maio de 1985) foi um biólogo marinho britânico, especializado no ecossistema marinho, dos zooplânctons às baleias.
Hardy serviu como zoólogo no navio RRS Discovery em sua viagem de exploração antártica entre 1925 e 1927; nesta expedição ele inventou o Continuous Plankton Recorder, que permite a qualquer navio comum recolher amostras de plânctons durantes suas viagens ordinárias.
Após sua aposentadoria acadêmica, fundou o Religious Experience Research Centre, em 1969, pelo qual recebeu em 1985 o Prêmio Templeton. Ele não queria que seu trabalho científico fosse deturpado pelos colegas que porventura o vissem como teísta - o que não era.

## Primeiros anos,Camoufleure artista

Trabalho artístico de Hardy para a ciência:
Raros e Inusitados Peixes das Águas Britânicas.
1. Peixe-lua, Lampris guttatus.
2. Cavalo-marinho, Hippocampus europaeus.
3. Peixe suspensório vermelho, Cepola rubescens.
4. Peixe-coelho, Chimaera monstrosa

Terceiro filho de um arquiteto bem sucedido de Nottingham, Hardy tinha um defeito ocular que o impedia de ter uma visão binocular, o que o impediu, na escola, das práticas esportivas mas, por outro lado, foi encaminhado pelos professores a expedições ao campo onde aprendera as ciências naturais.
Quando criança recebeu uma formação anglicana, e fez seus estudos secundários na Oundle School, escola de forte matiz cristã.
Hardy tencionava estudar Silvicultura na Universidade de Oxford em 1914 mas, com a eclosão da I Guerra Mundial preferiu se alistar no exército como voluntário, onde logo foi lotado no setor de Camuflagem (militar), chamados de Camoufleurs, uma arte que então estava se principiando a partir da análise sobre os disfarces encontrados em animais na natureza feita por Abbott Handerson Thayer, como oficial.
Mais tarde ele iria declarar, sobre este trabalho: "Eu me sentia igualmente atraído para a ciência e para a arte; e se a verdade fosse conhecida, devo confessar que esta última tinha o maior apelo. Tenho sorte em não ter-me dividido entre as duas; eu consegui combiná-las.
Ele fora selecionado para o setor de camuflagem pelo artista Solomon Joseph Solomon, que aparentemente o confundira com outro artista com o mesmo prenome. Graças à sua habilidade artística ele ilustrou seus dois livros da série "New Naturalist" com desenhos próprios. Ele descreveu os Camoufleurs como um grupo que incluía artistas e "cientistas com inclinações artísticas", ele provavelmente entre estes.
Terminado o conflito voltou para Oxford, porém mudou de curso para zoologia e, formado, foi trabalhar como naturalista num laboratório de pesca, quando então foi contratado como zoólogo-chefe da expedição à Antártida.

## Zoologia marinha pioneira

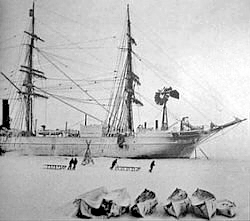
RRS Discovery na Antártida.

Hardy foi o zoólogo-chefe das viagens exploratórias do RRS Discovery à Antártida entre 1925-1927, parte da Discovery Investigations, quando inventou um método de coleta contínua de plâncton (chamado de Continuous Plankton Recorder ou CPR) e, ao retornar, publicou uma narrativa desta expedição oceanográfica.
No seu livro relata a alegria de examinar as criaturas do mar, tanto da superfície quanto das profundezas, "pescando tesouro após tesouro"; relata que o Discovery, apesar de adequado para uma pesquisa para a história natural, não estava plenamente preparado para enfrentar as tempestades rigorosas dos mares antárticos; ele foi o primeiro que, ao descrever a atividade da caça às baleias como um verdadeiro "negócio bárbaro".
O seu dispositivo para a medição contínua de plâncton ainda permanece em uso, avaliando a saúde biológica dos oceanos e ajudando a identificar quais as áreas de alimentação das baleias.
Ele foi o primeiro professor de zoologia da Universidade de Hull entre 1928-1942; neste último ano tornou-se professor de história natural da Universidade de Aberdeen até 1946 quando transferiu-se para Oxford, onde foi Professor Linacre de Zoologia até sua aposentadoria em 1961.

### Evolução
Daniel Dennett ponderou, na sua obra "Darwin's Dangerous Idea", que "Hardy certamente foi o membro mais seguro do meio acadêmico científico".
Hardy identificava-se com o darwinismo e o mendelismo, refutando as ideias de Lamarck dos caracteres adquiridos; ele defendia a seleção orgânica (chamada de efeito Baldwin), e considerava que as mudanças de comportamento eram importantes para a evolução. Segundo essa ideia o comportamento de animais superiores e suas mudanças de hábitos seriam fatores determinantes de mudanças evolutivas, que chamou de "seleção comportamental".
Numa série de palestras de 1963 ele demonstrou com exemplos várias espécies cuja evolução não poderia ter se processado por nenhuma das ideias lamarquianas, sendo estes estudos os mais eloquentes neste sentido.
Suas ideias sobre a evolução foram reunidas no livro The Living Stream (1965), em que dedica um capítulo, intitulado "Biologia e Telepatia", onde aventa a ideia de que "algo similar à telepatia possivelmente influenciou o processo evolucionário" - o que levou o biólogo Ernst Mayr a qualificar este ponto de vista como uma forma de vitalismo.
No plano místico ele sugeriu que certos animais compartilham uma "mente de grupo", que descreveu como "um tipo de plano psíquico entre os membros da mesma espécie", e especulou que todas as espécies poderiam estar ligadas a uma "mente cósmica", capaz de transportar a informação evolutiva através do tempo e do espaço.

### Hipótese da fase aquática humana

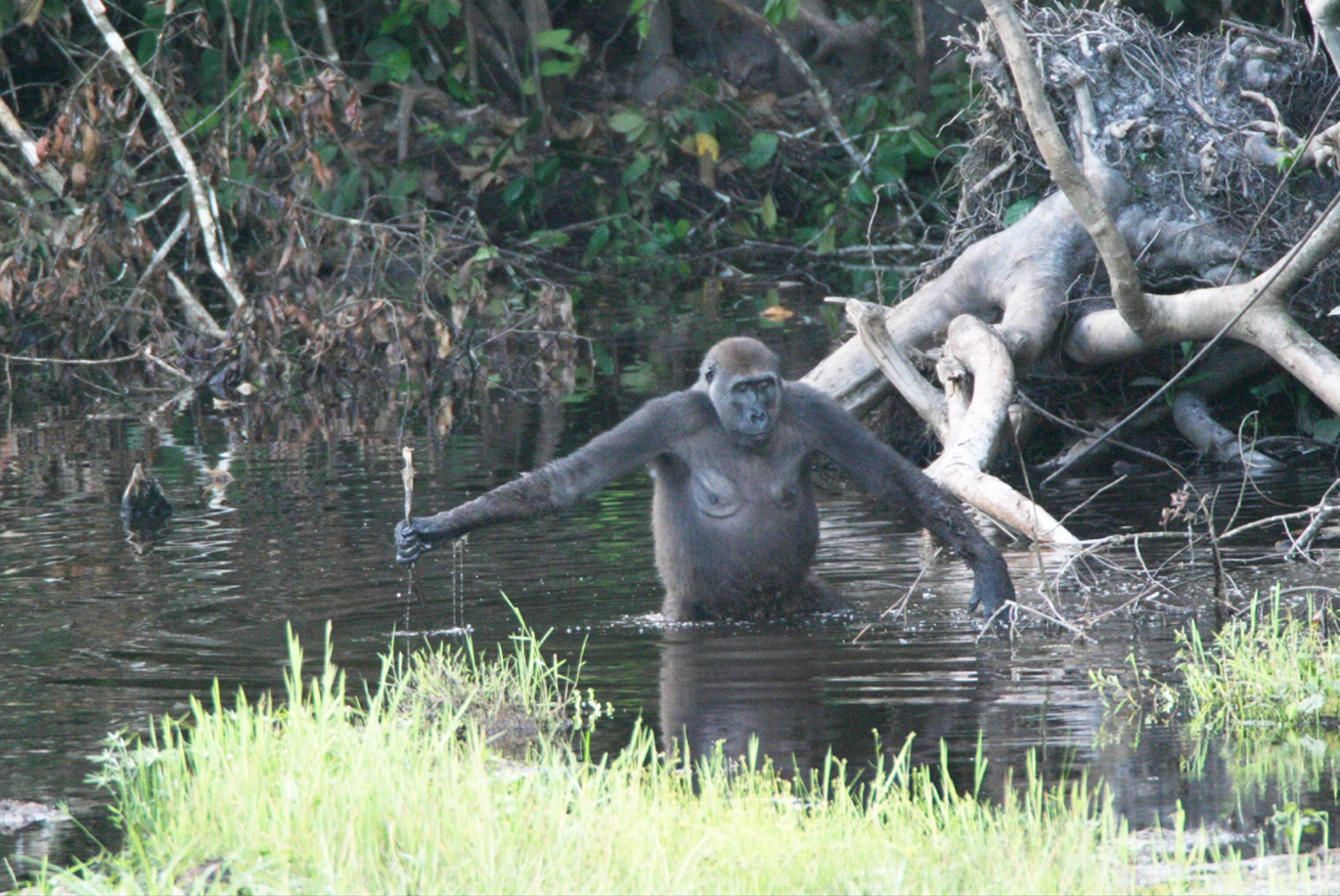
Um gorila moderno vadeia na água

Em 1960 Hardy postulou pela primeira vez que ancestrais primatas haviam deixado as árvores não para viverem em ambiente de cerrado como era a crença comum, mas em ambientes alagados - tais como beira de rios, pântanos ou litoral do mar - que são abundantes em fontes de alimentos; com isto teriam desenvolvido a postura ereta a fim de manterem a cabeça para fora da água e também liberando as mãos para abrir os frutos do mar; numa sequência, teriam perdido os os pelos do corpo e, para se aquecerem na água, desenvolveram uma camada de gordura subcutânea.
Cientistas posteriores acrescentaram outras características que os atuais humanos possuem e que somente poderiam ter sido desenvolvidas se, durante a evolução da espécie, uma fase aquática tivesse ocorrido.
Estas ideias foram popularizadas na década de 1990 pela escritora Elaine Morgan, e recebidas com críticas tão fortes que os livros sobre a evolução sequer mencionam tal hipótese; contudo, descobertas mais recentes levam à admissão de que provavelmente, no período de 2,5 a 1,4 milhões de anos, data do surgimento dos primeiros hominídeos e que coincidiu com uma fase em que a África tornou-se mais seca, oásis tenham permitido que a espécie tenha vivido na água.

## Estudos da religião
Foi durante a guerra que Hardy jurou a si próprio que iria pesquisar um meio de conciliar a visão evolucionista e científica com a espiritualidade, de forma a satisfazer às exigências do mundo acadêmico; em sua convicção o darwinismo e a religião não eram coisas antagônicas, e poderiam ser complementares. Já em 1917 escrevia que ambas as correntes traziam falhas como o dogmatismo religioso, suas superstições, o amor às tradições e manifestações exteriores por um lado - e o materialismo, do outro, que "fechou as persianas e apagou a luz." Quando finalmente se aposentou em 1961 declarou que iria tentar lançar suas redes num tipo diferente de oceano, e cumprir a promessa que fizera a si mesmo, aos dezoito anos.
Consciente de que os interesses religiosos não seriam aceitos pela comunidade acadêmica ortodoxa, manteve suas opiniões a respeito guardadas para si mesmo até a aposentadoria; já em 1963 a 1965 ministrou em Aberdeen palestras sobre a evolução da religião que foram posteriormente reunidas nos livros “The Living Stream” e “The Divine Flame”, marcando sua dedicação aos temas espirituais.
Solicitou, então, em 1967 ao Manchester College da Universidade de Oxford, que cedesse local e fundos para instituir uma  “Religious Experience Research Unit” (Unidade de Pesquisa da Experiência Religiosa), recebendo de uma contrariada faculdade uma antiga loja de doces fechada; a unidade continua suas pesquisas, com maior ou menor crescimento.
No final de sua vida viajou para a Índia, Birmânia, Sri Lanka, Camboja, China e Japão, registrando as visitas que fez aos templos de todos esses países em aquarelas, dos quais algumas estão no acervo da Universidade do País de Gales.

### Enquete pública
No ano de 1969 a recém-criada Unidade de Pesquisa publicou, pedindo resposta, uma questão formulada por Hardy em alguns periódicos religiosos, desde católicos a protestantes, querendo saber se os leitores já tiveram alguma experiência com algo que pudesse chamar de Deus ou não; obteve só 250 repostas, em geral de mulheres idosas - o que o levou a concluir com preocupação de que o fenômeno transcendente estava em declínio numa época de ceticismo; antes de uma conclusão, ele usou de sua influência junto à imprensa britânica e levou o questionamento ao The Times, The Guardian e outros veículos de grande alcance, obtendo milhares de respostas - desde pessoas religiosas, agnósticas e até ateias: o que levara à primeira conclusão de que os chamados "fiéis" eram menos propensos às experiências espirituais do que os não-religiosos; desde então pesquisas demonstram que enquanto a frequência aos templos decaía, a espiritualidade crescia na população, sobretudo entre os mais jovens.

## Publicações
Hardy escreveu inúmeros estudos científicos sobre plâncton, peixes e baleias. Dois de seus livros, publicados na série New Naturalist tornaram-se bastante populares no seu país; nos últimos anos de vida dedicou-se também aos estudos religiosos. Algumas de suas obras:
Livros
- The Open Sea. Its Natural History (Part I) The World of Plankton. New Naturalist #34, Collins, 1956.
- The Open Sea. Its Natural History (Part II) Fish & Fisheries. New Naturalist #37, Collins, 1959.
- The Living Stream: A Restatement of Evolution Theory and its Relationship to the Spirit of Man. Harper and Row, 1965.
- The Living Stream, sobre sua experiência militar como "camoufleur", 1965.[4]
- "The Divine Flame : An Essay Towards A Natural History of Religion. The Religious Experience Research Unit, Manchester College, 1978
- The Spiritual Nature of Man: Study of Contemporary Religious Experience.  Oxford University Press, 1979

Estudos
- The Herring in Relation to its Animate Environment. Fish. Invest. Lond., II, 7:3. 1951.
- (with E.R. Gunther) The Plankton of the South Georgia Whaling Grounds and Adjacent Waters, 1926-7. 'Discovery' Report, II, 1-146.

## Homenagens e honrarias
Um amigo de Hardy certa feita perguntara-lhe sobre as muitas coisas que foram batizadas em sua homenagem ao que o cientista respondera: "Houve um barco em Hong Kong, um polvo, uma lula, uma ilha na Antártida e (abaixando a voz meio constrangido) dois vermes".
Em 1940 tornou-se membro da Royal Society.
Por sua contribuição à indústria pesqueira foi feito Cavaleiro no ano de 1957.
A Sir Alister Hardy Society for Ocean Science (SAHFOS), que efetua o monitoramento de plântons no Atlântico Norte com dados mensais coletados com sua invenção para a medição desses minúsculos seres vivos, traz seu nome.

### Homenagem filatélica
O "trabalho pioneiro" de Hardy foi homenageado pelas ilhas Geórgia do Sul e Sandwich do Sul em 2011 com uma série de selos com quatro estampas comemorativas.

## Biografia
- David Hay, God’s Biologist: A life of Alister Hardy (Londres, Darton Longman and Todd, 2011).